# Don Turnbull
Donald Paterson "Don" Turnbull (Cottesloe, 28 de maio de 1909 - 30 de janeiro de 1994) foi um ex-tenista profissional australiano.
Don Turnbull foi campeão de Grand Slam em duplas, duas vezes.